# Marīvānī-ye Kakīhā
Marīvānī-ye Kakīhā (persiska: مریوانی کاکیها) är en ort i Iran.   Den ligger i provinsen Kermanshah, i den västra delen av landet, 500 km väster om huvudstaden Teheran. Marīvānī-ye Kakīhā ligger 1 389 meter över havet och antalet invånare är 103.
Terrängen runt Marīvānī-ye Kakīhā är platt åt nordost, men åt sydväst är den kuperad.Runt Marīvānī-ye Kakīhā är det ganska tätbefolkat, med 144 invånare per kvadratkilometer. Närmaste större samhälle är Gahvāreh, 19,0 km sydväst om Marīvānī-ye Kakīhā. Trakten runt Marīvānī-ye Kakīhā består till största delen av jordbruksmark.